# مرض انحلال الدم الوليدي ABO
مرض انحلال الدم الوليدي ABO (بالإنجليزية: hemolytic disease of the newborn ABO)‏ هي حالة وجود أجسام مضادة مصدرها جسد الأم تُدعى (IgG) والتي بإمكانها العبور خلال المشيمة إلى الدورة الدموية للجنين مما يسبب تكسر كرات الدم الحمراء مما يؤدى إلى فقر دم عند الجنين. وعلى النقيض من داء ريسوس فإن أغلب حالات انحلال الدم الوليدي ABO تحدث في الجنين الأول ولا تصبح أكثر حِدةً في مرّات الحمل التالية.
يُعد نظام فصائل الدم ABO هو أشهر نظام مستضد سطحي والأكثر تنوعاً في الخلايا البشرية.في الشعوب القوقازية يحدث عدم تكافؤ بين دم الأم والجنين حسبَ نظام ABO بنسبة 20% من حالات الحمل ولكنّ نسبة تلك الحالات التي تتطور لأعراض قليلة جداً ولوحِظ أن تلك الحالة الأخيرة عادةً ما تحدث بشكلٍ نمطيّ في الأمهات اللاتي يمتلكن فصيلة الدم من نوع (O) لأنهن يقمن بإنتاج أجسامٍ مضادة بشكل كبير وكافٍ لحدوث انحلال الدم في الأجنة.على الرغم من ذلك هناك إحصائيات لحالات قليلة حدث فيها انحلال دم عددٍ من الأجنة لأمهات فصيلتهن.(A) أو (B)

## الأسباب
- التعرض البيئى: الأجسام المضادة ضد المستضدات السطحية (A)، (B) هي من نوع IgM والتي لا تستطيع عبور المشيمة ولكن بعض الأمهات تقوم بشكلٍ طبيعىّ بتكوين تلك الأجسام المضادة من النوع IgG والتي تستطيع عبور المشيمة.التعرض للمستضدات A، B وكلاهما واسع الانتشار في الطبيعة عادةً ما يؤدى إلى إنتاج الأجسام المضادة IgM ضدّ تلك المستضدات (A،B) ولكن في أحيانٍ أخرى يتم إنتاج أجسام مضادة من النوع IgG.
-الانتقال من الأم للجنين: بعض الأمهات يحدث لديها نوع من الحساسية في حالة عدم تكافؤ فصيلة دمها مع فصيلة دم الجنين على حسب نظام الفصائل ABO فيقوم جسد الأم بتكوين الأجسام المضادة تجاه تلك المستضدات الموجودة عند الجنين والغير موجودة عند الأم.على سبيل المثال في حال إذا كانت الأم وراثياً من النمط الجينى (OO) أي فصيلتها (O) وكان الطفل وراثياً من النمط الجينى (AO) أي فصيلته (A) فإنه من المحتمل أن تقوم الأم بتكوين اجسام مضادة تجاه المستضد A، عندما يكون الأب ذا فصيلة (A) فإنه من المحتمل أن يحمل النمط الجينى (AA) أو (AO)، وفي أحيانٍ نادرة يكون الأب ذا فصيلة (AB) ونمط جينى (AB) أيضاً.
-نقل الدم: من النادر جداً حدوث حساسية حسبَ نظام الفصائل (ABO) عند عمليات نقل الدم العلاجيّة لأنّ الأمر يستلزم جهداً كبيراً من التدقيق قبل القيام به لاستبعاد عدم تطابق الفصائل بين المتبرع والمُتلقى.

## عوامل اعتدال
في حوالىْ ثُلث حالات الحمل الغير متكافئة على حسب نظام ABO للفصائل تمر الأجسام المضادة IgG ضد المستضدات A،B عبرَ المشيمة إلى الدورة الدموية للجنين مُحدثةً (اختبار كومب) إيجابي ضعيف لدم الجنين وعلى الرغم من ذلك فإن انحلال الدم الوليدي في هذه الحالات يكونُ معتدلاً عموماً وقصير الأمد وقد يكون شديداً في حالات قليلة لتلك الأسباب:
- عند دخول الأجسام المضادة من الأم إلى الدورة الدموية للجنين فإنها تجدالعديد من المستضدات (A أو B) على الكثير من الخلايا الجنينية التي تمسك بها تاركةً خلفها عدداً قليلاً جدا من الأجسام المضادة التي تستهدف كرات الدم الحمراء الخاصة بالجنين، أما السبب الآخر فهو أنّ المستضدات (A،B) تكون غير ناضجة بما يكفى أثناء الحمل كما أنّ عددها على كرات الدم الحمراء يكون قليلاً.

## التشخيص
اختبارات الدم الروتينية التي تسبق الولادة للبحث عن الأجسام المضادة مثل (اختبار كومب) غير المباشر لا يصلح لتشخيص تلك الحالة فإذا عُثر على الأجسام المضادة للمستضدات (A،B) في دم الأم الحامل فإن هذه لا تعتبر نتائج مقبولة للاختبار لأنها لا تؤكد حدوث انحلال الدم الوليدى ABO. عادةً ما يتم التشخيص بإجراء الفحوصات لحديثى الولادة الذين يعانون من اليرقان خلال الأسبوع الأول من الميلاد.

## العلاج
تتسبب الأجسام المضادة في مرض انحلال الدم الوليدى ABO فقر الدم نتيجةً لتكسر كرات الدم الحمراء للجنين، اليرقان بسبب زيادة نسبة البيليروبين في الدم والتي تنتج من تكسر كرات الدم الحمراء.
في حالة الأنيميا الشديدة لا يصلح لعلاج الحالة سوى نقل الدم ولكنّ هذا نادر الحدوث. على الناحية الأخرى فإن حديثى الولادة يكونون ذوي أكبادٍ ضعيفة أو غير مكتملة النمو بشكلِ كافٍ والتي تكون غير قادرة على معالجة الكميات الكبيرة من البيليروبين كما أنّ الحائل الدموي الدماغى لهم يعجز عن صدّ الكميات الكبيرة من البيليروبين ومنعها من دخول المخ وهذا يؤدى إلى اليرقان النووي إذا لم تتم معالجة الأمر.
إذا كانت مستويات البيليروبين مرتفعةً بما فيه الكفاية لتسبب القلق، فإنه من الممكن خفضها عبر العلاج الضوئي في المقام الأول أو تبديل الدم إذا كانت النسبة مرتفعةً للغاية.